# Rhyacophila pepingensis
Rhyacophila pepingensis là một loài Trichoptera trong họ Rhyacophilidae. Chúng phân bố ở miền Cổ bắc.